# Tres Sargentos
Tres Sargentos è un comune di 324 abitanti del partido di Carmen de Areco, nella provincia di Buenos Aires, in Argentina.